# Elettariopsis exserta
Elettariopsis exserta är en enhjärtbladig växtart som först beskrevs av Benedetto Scortechini, och fick sitt nu gällande namn av John Gilbert Baker. Elettariopsis exserta ingår i släktet Elettariopsis och familjen Zingiberaceae. Inga underarter finns listade i Catalogue of Life.